# Astracantha cephalotes
Astracantha cephalotes là một loài thực vật có hoa trong họ Đậu. Loài này được (Banks & Sol.) Podl. miêu tả khoa học đầu tiên năm 1983.